# 丁夜蛾属
丁夜蛾属（学名：Lignispalta）是夜蛾科下的一个属。

## 下属物种
本属包括以下物种：
- Lignispalta diversisigna (Prout, 1928)
- Lignispalta incertissima (Bethune-Baker, 1906)
- Lignispalta viridaria (Swinhoe, 1902)